# اس‌ام یوبی-۱۲۳
اس‌ام یوبی-۱۲۳ (به انگلیسی: SM UB-123) یک زیردریایی بود که طول آن ۵۵٫۸۵ متر (۱۸۳٫۲ فوت) بود. این زیردریایی در سال ۱۹۱۸ ساخته شد.